# NGC 7023
Az NGC 7023 (más néven Caldwell 4 vagy Írisz-köd) egy nyílthalmaz és reflexiós köd a Cepheus csillagképben.

## Tudományos adatok
Az NGC 7023 név valójában a nyílthalmazt jelöli, a köd valódi elnevezése LBN 487.